# Grace Bumbry
Grace Bumbry (St. Louis, 4 gennaio 1937 – Vienna, 7 maggio 2023) è stata un mezzosoprano e soprano statunitense.

## Biografia

### Gli esordi e il successo
Nata in una famiglia modesta, si diplomò alla Charles Sumner High School, la prima high school per neri a ovest del fiume Mississippi. A 17 anni vinse un concorso radiofonico cantando l'aria della Principessa d'Eboli "O don fatale" dal Don Carlo di Verdi: il primo premio era una borsa di studio per frequentare il conservatorio locale, ma all'epoca la scuola non accettava studenti afroamericani. Imbarazzati, gli organizzatori del concorso fecero sì che in alternativa potesse studiare alla Boston University.
La Bumbry passò poi alla Northwestern University, dove incontrò il noto soprano drammatico e interprete wagneriana Lotte Lehmann, di cui divenne allieva alla Music Academy of the West di Santa Barbara e che divenne la sua mentore ai suoi esordi. Nel 1958 fu scelta assieme al soprano Martina Arroyo alle audizioni della Metropolitan Opera di New York; più tardi, quello stesso anno, esordì come concertista con un recital a Parigi. Il debutto nell'opera avvenne invece nel 1960, ancora a Parigi, con il ruolo di Amneris in Aida all'Opéra Garnier. Sempre nel 1960 entrò a far parte della compagnia del Teatro di Basilea.
Raggiunse la notorietà nel 1961, a ventiquattro anni, quando fu scelta da Wieland Wagner, direttore artistico del Festival di Bayreuth e nipote di Richard Wagner, per interpretare il ruolo di Venere in Tannhäuser: era la prima cantante di colore a salire su quel palco. Il cast comprendeva anche Victoria de los Ángeles nel ruolo di Elisabeth e Wolfgang Windgassen in quello di Tannhäuser. Il pubblico tedesco di stampo più conservatore fu scandalizzato, e il clamore nei mass media la resero una celebrità sulla scena internazionale. In seguito a ciò venne invitata da Jacqueline Kennedy a cantare alla Casa Bianca (vi avrebbe fatto ritorno nel 1981, per cantare alla cerimonia di insediamento di Ronald Reagan).
Grace Bumbry debuttò alla Royal Opera House di Londra nel 1963, alla Scala di Milano nel 1964 e cantò per la prima volta il ruolo della Principessa d'Eboli, uno dei suoi punti di forza, al Metropolitan Opera nel 1965. Nel 1964 cantò per la prima volta da soprano, nel ruolo verdiano di Lady Macbeth al suo debutto alla Staatsoper di Vienna. Nel 1966 fu Carmen diretta da Herbert von Karajan a Salisburgo, al fianco di Jon Vickers. Altri ruoli da mezzosoprano furono Dalila, Cassandre e Didon (in Les Troyens), Hérodiade nell'opera eponima di Jules Massenet, Laura Adorno, Ulrica, Azucena, Orfeo, Poppea e Baba la Turca. 
Nel 1963 sposò il tenore polacco Erwin Jaeckel, dal quale divorziò nel 1972.

### Gli ultimi anni
Negli anni Settanta la Bumbry si rimise in gioco iniziando ad accettare sempre più spesso parti da soprano, tra cui Tosca al Met nel 1971 (in coincidenza con il debutto di James Levine come direttore d'orchestra stabile al teatro newyorkese), Salomè di Richard Strauss al Covent Garden, e ruoli meno noti come Jenůfa di Leoš Janáček (in italiano) alla Scala nel 1974 (con Magda Olivero nel ruolo della Kostelnička), Ariane et Barbe-Bleue di Paul Dukas a Parigi nel 1975, e Sélika ne L'africana di Giacomo Meyerbeer al Covent Garden nel 1978 (a fianco di Plácido Domingo nel ruolo di Vasco da Gama). Altri ruoli furono Norma (affrontato per la prima volta nel 1977 al festival della Valle d'Itria), Medea, Abigaille e Gioconda, Santuzza, Chimène (in Le Cid), Elisabeth (in Tannhäuser), Elvira (in Ernani), Leonora (sia Il trovatore sia La forza del destino), Aida, Turandot e Bess.
Nel 1991, all'inaugurazione della nuova Opéra Bastille, cantò nel ruolo di Cassandre, con Shirley Verrett come Didon. Come racconta la Verrett nella sua autobiografia, a causa di uno sciopero lei non poté essere presente all'ultima rappresentazione, e perciò la Bumbry accettò, senza preavviso, di nterpretare sia Cassandre sia Didon nella stessa serata.
Negli anni Novanta fondò la Grace Bumbry Black Musical Heritage Ensemble, che si prefiggeva come scopo la diffusione del patrimonio dei tradizionali Negro spirituals, e con essa si esibì in tournée. La sua ultima apparizione in un'opera fu come Clitemnestra nell'Elektra di Strauss a Lione nel 1997.
Da allora si è dedicata all'insegnamento e a esibizioni concertistiche: nel 2001 e 2002 ha dato una serie di recital in onore della sua maestra Lotte Lehmann, a Parigi (Théâtre du Châtelet), Londra (Wigmore Hall) e New York (Alice Tully Hall).
La Bumbry è stata inserita nella St. Louis Walk of Fame, è stata premiata dall'UNESCO, le è stato assegnato il Premio Giuseppe Verdi ed è stata nominata Commandeur dell'Ordine delle arti e delle lettere dal governo francese. Nel 2010, unitamente a Lella Cuberli, per la loro straordinaria interpretazione della Norma del 1977, nella versione originale del 1831 concepita da Vincenzo Bellini per due soprani, le è stato assegnato il prestigioso riconoscimento internazionale "Bellini d'oro" riservato ai più illustri esecutori ed esegeti dell'arte del grande compositore catanese.
È deceduta a Vienna il 7 maggio 2023, in seguito agli esiti di un colpo apoplettico che l'aveva colpita il 20 ottobre 2022, durante il volo che la stava portando da Vienna, dove abitava, a New York, per celebrare la sua accessione alla Opera Hall of Fame di Opera America. Non si era in seguito mai completamente ripresa.